# Paul Lacroix
Paul Lacroix, più conosciuto sotto gli pseudonimi di P. L. Jacob, Bibliophile, o di le Bibliophile Jacob, (Parigi, 27 febbraio 1806 – Parigi, 19 ottobre 1884), è stato uno scrittore, giornalista, bibliotecario, poligrafo ed erudito francese.

## Biografia
Lacroix è stato uno scrittore molto prolifico e vario. Dopo una serie di ben venti romanzi storici (Le roi des ribauds: histoire du temps de Louis XII, 1831; L'Homme au masque de fer, 1836; Le marchand du Havre: histoire contemporaine, 1839), si dedicò alla pubblicazioni di opere di pura erudizione, quali una Histoire de l'orfévrerie-joaillerie et des anciennes communautés et confréries d'orfèvres-joailliers de la France et de la Belgique, Storia dell'oreficeria e della gioielleria (1850), La Jeunesse de Molière, La giovinezza di Molière (1857). La sua opera più importante consiste in una serie di libri di curiosità storiche (Curiosités de l'histoire du vieux Paris, Curiosità della storia della vecchia Parigi (1858), Curiosités de l'histoire de France, Curiosità della storia francese, ecc.), iniziata con Il medioevo e il Rinascimento (1847), continuata con Moeurs, usages et costumes au Moyen Age et à l'époque de la Renaissance, Usi, costumi e abitudini nel medioevo e nel Rinascimento (1871), Vie militaire et réligieuse au moyen âge et à l´époque de la Renaissance, Vita militare e vita religiosa nel medioevo (1872) e terminata con Directoire Consulat et Empire, Direttorio, Consolato e Impero: usi e costumi (1883).
Gli si devono anche edizioni commentate delle opere di Rabelais, Pierre de Ronsard, François Villon e Olivier Basselin.

## Opere

### Edizioni originali
- L'Origine des cartes à jouer, 1835
- Bibliothèque de M. G. de Pixerécourt, 1838
- Bibliothèque dramatique de M. de Soleinne, 1843-1845
- Bibliothèque dramatique de Pont de Vesle, 1846
- Contes littéraires du bibliophile Jacob à ses petits-enfants
- Costumes historiques de la France d'après les monuments les plus authentiques, 1852
- Curiosités Infernales
- Histoire de la prostitution, 1853
- Ballets et mascarades de Cour, de Henri III à Louis XIV (1581-1652), 1868-1870
- Vie militaire et religieuse au Moyen Âge et à l'époque de la Renaissance, 1869
- Mœurs, usages et costumes au Moyen Âge et à l'époque de la Renaissance, 1871-1877

### Traduzioni italiane
- Storia della prostituzione di tutti i popoli del mondo dall'antichità la più remota sino ai tempi moderni, Con note ed appendici sulla corruzione causa principale della prostituzione. Torino: Perrin, 1867, 8 voll
- Amore che uccide: romanzo storico. Firenze: F.lli Beltrami, 1888
- I due fratelli, o Il cavaliere di Chaville. Milano: Borroni e Scotti, 1843
- I franchi-talpini ossia la guerra della pragheria: istoria del tempo di Carlo VII (1440). Napoli: Stasi, 1838
- Il Casto Giuseppe. Milano: Libreria Edit. Della Piccola Biblioteca Galante, 1888
- Il conte di Vermandois: romanzo storico dei tempi di Luigi XIV. Firenze: F. Le Monnier, 1856
- La mia repubblica, di Bibliophile Jacob. Traduzione di Enrico Ranucci. Roma: Biblioteca del vascello, 1993
- Pignerol: storia del tempo di Luigi XIV. Venezia: Girolamo Tasso, 1837
- Una legge del primo impero, di P. L. Jacob. Prima versione italiana. Napoli: stamperia Del Fibreno, 1845
- Conversazioni a Parigi di Walter Scott, raccolte e pubblicate dal Sig. P. L. Jacob. Tradotte da A. F. Falconetti. Livorno: G. P. Pozzolini